# Sebdou
 (octobre 2011).
Si vous disposez d'ouvrages ou d'articles de référence ou si vous connaissez des sites web de qualité traitant du thème abordé ici, merci de compléter l'article en donnant les références utiles à sa vérifiabilité et en les liant à la section « Notes et références ».
Sebdou est une commune de la wilaya de Tlemcen en Algérie.

## Géographie

### Situation
Le territoire de la commune de Sebdou est situé au centre de la wilaya de Tlemcen. Son chef-lieu est situé à 38 km au sud de Tlemcen.
| Aïn Ghoraba   | Terny Beni Hdiel | Beni Semiel |
| Azaïls        | Sebdou           | El Gor      |
| Sidi Djillali | El Aricha        | El Gor      |

### Localités de la commune
En 1984, la commune de Sebdou est constituée à partir des localités suivantes :
- Sebdou -Ville
- Bey Miloud (ex Derman)
- Madani
- Mohamed (ex Tebouda)
- Benaïssa Oukacha (ex El Farch)
- Latti hadj Ahmed (Ex Matemare
- Benmansour Kaddour (ex Dalia)
- Hbalete
- Meg-Nafa
- Dar El Gounina
- Dar Bentayeb
- El Makam
- Sidi Moussa

## Étymologie
Sebdou provient d'une déformation de "Sebdaoui" et signifie "la prairie broutée par les animaux", tandis que son nom ancestral : Tafraoua ⵜⴰⴼⵔⴰⵡⴰ signifie en tamazight zénète : "le bassin" où se jette un ruisseau.

## Histoire
La ville de Sebdou est connue avant l’occupation coloniale sous le nom de Tafraoua.
Ce centre fut établi par l’implantation d’une base militaire française lors des premiers mois qui suivirent l’occupation de Tlemcen en 1836. 

De 1837 à 1842, l’émir Abdelkader y installa à son tour, un campement militaire fortifié à l’emplacement même de l’actuelle caserne qui avait été complètement réaménagée par les Français, après qu’ils en eurent pris possession. Autour de ce camp, et comme il était de coutume, vinrent s’installer tout d’abord, les familles des djounoud de l’armée de l’émir. Certaines de ces familles originaires de Mascara, ont eu des descendants qui sont restés à Sebdou jusqu’à nos jours. Il y eut également d’autres familles marocaines et berbères qui avaient constitué les premiers habitants de la ville. D’autres familles sont venues par la suite de la Kabylie et d’ailleurs.
D’aucuns prétendent que c’est à Sebdou, dans un lieu bien connu, que fut signé le fameux traité de la Tafna entre l’émir Abdelkader et le général Cavaignac, qui devait mettre fin à la guerre. Mais les combats se poursuivront encore pendant une dizaine d’années après cet accord devant mettre fin aux hostilités. Quoi qu’il en soit, le centre de Sebdou a très certainement connu, à plusieurs reprises, la présence des deux hommes de guerre puisqu’un gros chêne, millénaire, dont seul l’emplacement existe encore – l’arbre historique a été brûlé en 1950 – était connu sous le nom de « chêne Cavaignac ». 
L’émir Abdelkader a laissé tout particulièrement les traces de son passage dans la région. Puisque la distribution des eaux de Ain Tagga se fait encore de nos jours, suivant le système mis en place; et officialisé par un acte signé de la main de l’émir Abdelkader en personne.
En 1844, le général Lamoricière installa un poste à Sebdou pour tenir en respect le sultan marocain Abderrahmane, alors allié de l’émir. Après la guerre franco-marocaine, ce poste fut attaqué par les Marocains le 3 octobre 1845 tenu par les 41e régiment d'infanterie de ligne et 15e régiment d'infanterie légère.
Ce poste entouré d’un mur d’enceinte, qui n’a été achevé qu’en 1848, comprenant 4 faces de 77 mètres de long, flanquées de 4 bastions. En même temps, s’élevaient à l’intérieur de ces constructions, un hôpital militaire et deux bâtiments servant de logement. En 1850, on ajoute au fort un camp retranché destiné à l’origine, presque exclusivement aux besoins de la population militaire.
Plus tard, vers 1866, lorsqu’il fut question de faire de Sebdou un centre de colonisation, l’hôpital commençait à recevoir des malades civils.
En 1866, la ville de Sebdou s’agrandit et eut un poste télégraphique la reliant à Tlemcen. En 1871, un camp de baraques est substitué aux anciens camps qui servaient au séjour des nombreuses colonnes françaises qui sillonnaient le pays. Le centre colonial de Sebdou a été définitivement crée en 1872. Il se développa suivant un plan de lotissement comprenant onze parcelles de terrains réparties de part et d’autre de la route nationale, le long de l’oued Sebdou. Le centre comprenait à l’origine, 15 concessions pour une superficie de 700 hectares. En 1848, 8 concessions pour 1200 hectares sont accordés à de nouveaux colons.
C’est vers 1875 que le village a commencé à prendre de l’extension avec la construction d’un camp de baraques qui existe encore de nos jours ainsi que la redoute française, développement qui a amené quelques ouvriers à s’y établir. En 1879, s’élèvent une église et un presbytère pour satisfaire les colons qui sont déjà en nombre assez élevé. Il y eut également la construction d’une gendarmerie et d’une école. Le marché devint alors assez important et le centre est érigé en commune mixte. La création d’un tribunal est intervenue en 1883.
Entre 1954 et 1962, les tribus de Ouled Ouriach, Ouled Nhar et Béni Hdyel, entre autres, ont fortement participé à l'insurrection contre la présence française en Algérie. Sebdou fut également un point de passage des groupes de combattants algériens installés à Oujda dont les deux premiers présidents de l'Algérie indépendante : Ahmed Benbella et Houari Boumediène.
Ancienne base avancée de l'ère ottomane à Tlemcen, Sebdou a connu plusieurs conquêtes durant ces derniers siècles. En raison de sa position stratégique cette petite bourgade a toujours été convoitée pour contrôler l'accès au sud saharien. C'est ainsi qu'elle a été détruite et reconstruite plusieurs fois au siècle dernier. Riche en traditions berbères et arabes, Sebdou reste ancrée dans ses traditions.

## Démographie
Selon le recensement général de la population et de l'habitat de 2008, la population de la commune de Sebdou est évaluée à 39 800 habitants contre 9 949 en 1977:
| 1977  | 1987   | 1998   | 2008   |
| ----- | ------ | ------ | ------ |
| 9 949 | 20 062 | 35 676 | 39 800 |

## Économie

### Agriculture
L'économie de la ville est basée surtout sur l'agriculture et l'élevage ovin.

### Industrie
L'usine textile Denitex est la principale activité économique de la ville.

### Tourisme
L'artisanat y demeure encore très présent, notamment le tapis et l'ornement en alfa et en osier.
Début septembre, a lieu la waada[Quoi ?] de Sidi yahia. Cette fête est célébrée autour du mausolée d'un saint personnage de la région avec ses fantasias où toutes les grandes tribus d'ouled Nhar s'y retrouvent. Il en est de même[précision nécessaire] pour la waada de Sidi Tahar, le saint patron des Ouled Ouriach[Qui ?].

## Éducation
Plusieurs[Combien ?] collèges et un lycée (sciences, techniques, sciences humaine, etc.). Le taux de réussite au baccalauréat est d'environ 55 %[réf. nécessaire].

## Vie quotidienne

### Culture
Sebdou était une ville de culture pastorale où la musique zénète était très présente, notamment le style Allaoui. Il s'agit d'une danse exécutée strictement par les hommes habillés en tenue traditionnelle (abaya en tussor[Quoi ?]), ceinture en laine rouge flanquée sur les épaules et destinée à mettre en évidence les mouvements des épaules, pierre d’achoppement[précision nécessaire] de la danse Allaoui ainsi qu'un bâton.

## Personnalités liées à la commune
- Hubert Clément